# Hajnalka Király-Picot
Hajnalka Király-Picot (* 2. März 1971 in Veszprém) ist eine ehemalige ungarisch-französische Degenfechterin.

## Erfolge
Hajnalka Király-Picot erzielte fast alle internationalen Erfolge im Mannschaftswettbewerb. Mit der ungarischen Mannschaft wurde sie 1993 in Essen, 1997 in Kapstadt und 2002 in Lissabon Weltmeisterin, darüber hinaus belegte sie 1994 in Athen mit ihr den zweiten Platz. Bei Europameisterschaften erreichte sie im Einzel 2001 in Koblenz den einzigen Podiumsplatz mit Rang drei, im Mannschaftswettbewerb sicherte sie sich derweil den Titelgewinn. Im Jahr darauf folgte ein zweiter Platz mit der Mannschaft. Seit 2002 ist Király mit dem Franzosen Patrick Picot verheiratet, der 1980 mit der Mannschaft Olympiasieger im Degenfechten wurde. Ab 2003 trat sie, nachdem sie auch schon länger in Frankreich lebte, international unter französischer Flagge an. Bei den Olympischen Spielen 2004 in Athen erreichte sie mit der französischen Equipe nach einem Sieg gegen China und einer Niederlage gegen Deutschland das Gefecht um Bronze, das gegen Kanada mit 45:37 gewonnen wurde. Damit gewann Király-Picot  zusammen mit Laura Flessel-Colovic, Sarah Daninthe und Maureen Nisima Bronze. Im Einzel belegte sie den 15. Rang. 2008 in Peking schloss sie die Einzelkonkurrenz auf dem elften Rang ab. Mit Frankreich war sie ebenfalls bei Welt- und Europameisterschaften erfolgreich: 2005 in Leipzig, 2006 in Turin und 2008 in Peking wurde sie Weltmeisterin mit Frankreich sowie 2007 in St. Petersburg Zweite. Hinzu kamen zwei Bronzemedaillen bei den Europameisterschaften 2007 in Gent und 2010 in Leipzig.